# Joe Miller
Joe Miller, właśc. Joseph Miller (ur. 27 kwietnia 1899 w Coleraine, zm. ?) – irlandzki piłkarz występujący na pozycji obrońcy.
W 1922 roku zdobył Puchar Szkocji z zespołem Morton.
W barwach Middlesbrough rozegrał 60 spotkań w Division One. Zadebiutował w tych rozgrywkach 27 sierpnia 1927 w przegranym 0:3 meczu z Manchesterem United.
W reprezentacji Irlandii prowadzonej przez IFA zadebiutował 2 lutego 1929 w zremisowanym 2:2 meczu British Home Championship przeciwko Walii. W drużynie narodowej wystąpił trzykrotnie.